# Gōzoku
Gōzoku (豪族? lit. "famiglia importante") è un termine storico giapponese per indicare una potente e ricca famiglia feudale. Nel contesto storico, si riferisce di solito a clan locali di samurai con cospicui possedimenti. Alcune erano pressoché indipendenti a livello locale ed avevano stretti legami con importanti roturier, ad esempio ricchi mercanti. A differenza dei samurai vassalli dei grandi daimyō, i gozōku potevano avere o no titoli di corte o servire attraverso le gerarchie del feudalesimo. Tendevano ad essere stabili economicamente e, se vassalli di qualche daimyō, meno dipendenti da quest'ultimo per il reddito della famiglia.